# واشینگتن مانثلی
واشینگتن مانثلی (انگلیسی: Washington Monthly) یک دوماهنامه غیرانتفاعی آمریکایی است که به موضوعات سیاسی مربوط به دولت ایالات متحده آمریکا می‌پردازد. دفتر این مجله در شهر واشینگتن دی سی قرار دارد. این نشریه بیشتر با فهرست رتبه‌بندی کالجها و دانشگاهها شناخته می‌شود که در کنار رتبه‌بندی‌های فوربز و یواس نیوز اند ورلد ریپورت منبع معتبری برای سنجش رتبه علمی دانشگاه‌های آمریکایی به حساب می‌آید.